# Andrew Nabbout
Andrew Nabbout (* 17. Dezember 1992 in Melbourne) ist ein australischer Fußballspieler.

## Karriere

### Verein
Nabbout, dessen Eltern aus dem Libanon stammen, spielte mehrere Jahre im Erwachsenenbereich für Klubs in der Victorian Premier League. Neben Sunshine George Cross, für das er im August 2009 debütierte, war er in der Folge auch für Heidelberg United und die Moreland Zebras aktiv. Zur Saison 2012/13 wurde er vom A-League-Team Melbourne Victory für die Nachwuchsmannschaft in der National Youth League verpflichtet.
Nabbout kam bereits am 2. Spieltag zu seinem Debüt in der Profimannschaft, als er völlig unerwartet von Trainer Ange Postecoglou in der Startelf aufgeboten wurde, die Partie gegen Brisbane Roar endete allerdings in einer 0:5-Niederlage. Seine ersten Treffer im Profibereich gelangen dem Stürmer wenige Wochen später im Derby beim Sydney FC. Beim Stand von 0:2 in der 66. Minute eingewechselt, erzielte er zunächst in der 78. Minute den Anschlusstreffer und traf in der Nachspielzeit zum 3:2-Sieg. Nabbout war zu diesem Zeitpunkt noch kein Vollzeitprofi, sondern hatte wenige Tage zuvor noch Universitätsprüfungen abgelegt.

### Nationalmannschaft
Im August 2013 fragte der libanesische Verband nach seiner Verfügbarkeit für das libanesische Nationalteam an, Nabbout lehnte eine Einladung aber ab, da er auf eine Einladung in das australische Nationalteam hofft. Am 23. März 2018 kam er bei der 1:4-Auswärtsniederlage im Freundschaftsspiel gegen Norwegen schließlich zu seinem ersten Einsatz für Australien. Sein erstes Länderspieltor erzielte er beim 4:0-Sieg gegen Tschechien am 1. Juni 2018.
Außerdem stand er im Kader für die Fußball-Weltmeisterschaft 2018 in Russland, bei der Australien in der Vorrunde nach zwei Niederlagen gegen Frankreich und Peru und einem Unentschieden gegen Dänemark noch in der Vorrunde ausschied. Nabbout spielte in den Partien gegen Frankreich und Dänemark und absolvierte damit seine ersten beiden Pflichtspiele für Australien, sodass er nunmehr nur noch für diesen Verband spielberechtigt ist.
Bei der Asienmeisterschaft 2019 stand er in vier von fünf möglichen Spielen im Kader, wurde allerdings nur im Viertelfinalspiel gegen die Vereinigten Arabischen Emirate die letzten zehn Spielminuten eingesetzt. Da Australien dieses Spiel 0:1 verlor, schieden sie damit aus der Meisterschaft aus.
Wegen einer Innenbandverletzung, die Nabbout sich im Juni 2019 zuzog und der anschließenden Rehazeit folgte sein nächster internationaler Einsatz erst im November 2021 in einem Qualifikationsspiel für die Weltmeisterschaft 2022 gegen Saudi-Arabien. Dieses wurde mit einem Unentschieden von 0:0 beendet. Zudem war dies sein bisher letzter Einsatz für die australische Nationalmannschaft.

## Erfolge
Melbourne Victory
- Australischer Meister: 2014/15

Urawa Red Diamonds
- Kaiserpokal: 2018

Melbourne City FC
- Australischer Meister: 2020/21